# Lioux-les-Monges
Lioux-les-Monges – miejscowość i gmina we Francji, w regionie Nowa Akwitania, w departamencie Creuse.
Według danych na rok 1990 gminę zamieszkiwało 40 osób, a gęstość zaludnienia wynosiła 5 osób/km² (wśród 747 gmin Limousin Lioux-les-Monges plasuje się na 541. miejscu pod względem liczby ludności, natomiast pod względem powierzchni na miejscu 596.).